# Schiffova baza
Schiffove baze so spojine s splošno formulo R1R2C=NR3. Kemijsko gledano so Schiffove baze imini, dušikovi analogi karbonilnih spojin. Spojine so dobile ime po nemškemu kemiku Hugu Schiffu (1834-1915), ki se je ukvarjal z raziskovanjem aldehidov, iminov in aminokislin.

## Sinteza
Najenostavneje jih pripravimo z reakcijo med ustreznim ketonom in aromatskim aminom.
Obstajajo tudi alternativne sintezne poti:

## Schiffove baze kot ligandi v koordinacijski kemiji
Dušikov atom v iminski funkcionalni skupini ima prost elektronski par, zato lahko deluje kot Lewisova baza in donira elektronski par v koordinacijsko vez. Schiffove baze so zanimive  v koordinacijski kemiji, saj je z nekajstopenjskimi sintezami pri blagih reakcijskih pogojih iz poceni in enostavnih reagentov mogoče pripraviti kompleksne dvo- in večvezne ligande, makrociklične in makroaciklične ligande, s katerimi lahko pripravimo strukturno zelo različne kovinske komplekse. Koordinacijsko število, koordinacijski polieder, razmerje ligand:kovina in stabilnost koordinacijske spojine je zelo različno in odvisno od liganda ter velikosti in naboja kovinskega iona.

## Schiffove baze v bioloških sistemih
Mnogo kofaktorjev je s proteini povezanih preko Schiffove baze, vezavna mesta v nekaterih encimih delujejo tako, da se z reagenti povežejo preko iminske skupine, po pretvorbi vez na novonastalem produktu hidrolizira, produkt izstopi, encim pa se vrne v prvotno stanje.